# Jaroslav Achab Haidler
Jaroslav Achab Haidler (* 13. října 1958 Frýdlant v Čechách) je český (především divadelní) herec, překladatel, genealog, fotograf, regionální politik a bývalý ředitel Činoherního studia v Ústí nad Labem.

## Život
Narodil se ve Frýdlantu a v jeho deseti letech byl jeho otec, pracující jako novinář, po srpnu 1968 zatčen a vězněn. Kvůli špatnému kádrovému posudku tak nemohl studovat, a proto se vyučil spojovým mechanikem. Složil státnice z ruštiny a němčiny. Později působil mezi adventisty sedmého dne a zajímal se o křesťanství. Z biblických jazyků si vybral ke studiu hebrejštinu. V divadelním prostředí pracoval nejprve jako kulisák v tehdejším brněnském Divadle bratří Mrštíků a až později začal vystupovat. Při hraní divadla se začal učit hebrejsky, studoval historii a judaismus. Ovlivnil ho chasidismus. Fascinovala ho symbolika, tajemství, znamení a překládal nápisy na židovských náhrobcích. Později se stal praktikujícím židem. Začal se věnovat dokumentaci židovských hřbitovů v Čechách a na Moravě. Hercem na volné noze se stává v roce 1984 a od roku 1989 působil v Činoherním studiu Ústí nad Labem. V březnu 2011 jej správní rada divadla odvolala z postu ředitele pro jeho kritiku vedení města a oficiálně pak pro „překvapivou změnu v komunikaci mezi zástupci města a zástupci divadla, ke které došlo na sklonku roku 2010“.

## Politické působení
V komunálních volbách v roce 2010 neúspěšně kandidoval jako nestraník za Piráty do zastupitelstva města Ústí nad Labem (na kandidátce byl v pozici lídra). O čtyři roky později byl ve volbách 2014 zvolen jak městským zastupitelem, tak zastupitelem městského obvodu Severní Terasa. V tomto roce kandidoval jako nestraník za hnutí PRO! Ústí (tj. nezávislí, SZ, STAN a Piráti). V listopadu 2014 se stal radním města pro kulturu a cestovní ruch. V červnu 2015 však na tento post rezignoval v souvislosti s chybami, kterých se dopustil jako ředitel příspěvkové organizace Činoherní studio města Ústí nad Labem.
V krajských volbách v roce 2012 byl zvolen zastupitelem Ústeckého kraje. Kandidoval jako nestraník za Stranu zelených v rámci subjektu Hnutí PRO! kraj (tj. SZ, HNHRM a KDU-ČSL). Ve volbách v roce 2016 mandát krajského zastupitele obhajoval jako nestraník za hnutí JsmePRO! (tj. JsmePRO!, KDU-ČSL a HNHRM), ale neuspěl.
V komunálních volbách v roce 2018 obhajoval post zastupitele města Ústí nad Labem jako nezávislý na kandidátce subjektu „PRO! Ústí“ (tj. Zelení, Piráti a nezávislí kandidáti), ale neuspěl. Za stejné uskupení nebyl zvolen ani do zastupitelstva městského obvodu Ústí nad Labem - Severní Terasa.

## Divadelní role
- Jaromír – Strange Love (Jaroslav Rudiš, Petr Pýcha)
- Wolfgang Tíha – Tetování (Dea Loher)
- Ivan Čebutykin, lékař – Tři sestry (Anton Pavlovič Čechov)
- Theodor Mundstock – Pan Theodor Mundstock (Ladislav Fuks, J. A. Haidler)
- hlavní role v inscenaci Benefice (Iva Volánková)
- Emil Sebrjakovič – Panika (Rafael Spregelburd)
- Hočigan – Pal o Somnakuno Sidoris (František Demeter)
- Ratko Gorovic – Písek (Miroslav Bambušek)
- Claudius – Hamlet (William Shakespeare)
- Heltei – Kanibalové (George Tabori)
- Brian – Shopping and Fucking (Mark Ravenhill)
- Theseus, Oberon – Sen noci svatojánské (William Shakespeare)

## Rozhlasová četba
- 2025 Ögmund Rána a Gunnar Půlka. Život a skutky vznešených a drsných Islanďanů na dálném severu, Český rozhlas Vltava, četlː Jaroslav Achab Haidler,  překlad: Veronika Dudková, režie: Jakub Doubrava
- Ladislav Klíma: Cestuje do města D. Děsuplná cesta lesem, který má ve své moci temný přízrak, Český rozhlas Vltava: Hororové povídky;  Premiéra: 29. 3. 2024, Účinkuje: Jaroslav Achab Haidler, Připravil: Dominik Mačas, Režie: Jakub Doubrava

## Publikace
- Poznámky k symbolice židovských hřbitovů. In: Židé a Morava: sborník příspěvků z konference konané 11. listopadu 1998 v Kroměříži, Muzeum Kroměřížska, 1999 s. 121-127.
- Haidler, Jaroslav Achab - Mlateček, František - Vítámvás, Petrː Židovský hřbitov v Boskovicích: průvodce. Boskovice : Muzeum Boskovicka, Albert, 2002
- Čech, Martin - Richter, Jan - Klenovský, Jaroslav - Haidler, Jaroslav Achab - Škvírová, Michaelaː  Židé v Rousínově. Rousínov 2005
- Židovské hřbitovy a pohřbívání. Praha : Grada Publishing, 2019
- Turek, Jiří - Haidler, Jaroslav Achabː Černovický židovský rod Taub napříč staletími. In: Genealogické a heraldické listy. Roč. 41, č. 1, 2021, s. 13-16.

### Překlady
- Paul Leppin: Daniel Jesus, Praha, Dämmerung-Verlag, 1986 – bibliofilie
- Paul Leppin: Severinova cesta do temnot, Praha, Dämmerung-Verlag, 1989 – bibliofilie